# الغویریه
الغویریه (به عربی: الغویریة) یک شهر در قطر است که در شهرداری الخور واقع شده‌است. الغویریه ۱۲٫۳ کیلومتر مربع مساحت دارد.